# Potter Building
Das Potter Building ist ein 11-stöckiges denkmalgeschütztes Hochhaus in Manhattan, New York City. Es diente ursprünglich als Bürogebäude für zahlreiche eingemietete Medienvertreter und Juristen und wurde 1981 in ein Wohngebäude umgewandelt.
Das architektonisch auffällige Hochhaus befindet sich in Lower Manhattan im Financial District an der Grenze zum Regierungsviertel Civic Center und wird im Nordwesten von der Park Row, im Südwesten von der Beekman Street und im Südosten von der Nassau Street begrenzt. Es teilt sich einen kleinen Stadtblock mit dem ehemaligen New York Times Building, das seit 1951 im Besitz der Pace University ist, und steht in unmittelbarer Nähe zum Park Row Building, dem New Yorker Rathaus sowie der Brooklyn Bridge. Gegenüber liegt der City Hall Park.

## Geschichte
Das Potter Building wurde von 1882 bis 1886 erbaut und steht in der sogenannten Newspaper Row, einer damaligen Bezeichnung für die heutige Park Row, an der viele Zeitungen und Verlage ihre Bürogebäude hatten. Das Gebäude ist nach dem Bauherren Orlando B. Potter benannt, einen Politiker und Immobilienentwickler. Es wurde vom Architekten Norris Garshom Starkweather in einer Kombination der Baustile Greek Revival, Neorenaissance und Queen Anne entworfen. Es ist das älteste noch erhaltene in Stahlbauweise errichtete Hochhaus, die um diese Zeit ihre erste Anwendung fand wie beim damaligen American Tract Society Building und ein wenig später beim Park Row Building. Das Potter Building verfügte über die damals modernsten Feuerschutzausstattungen, wie Eisenträger und gusseiserne Säulen. Das Gebäude besitzt einen zur Beekman Street hin oberhalb der dritten Etage offenen Innenhof. Der zweistöckige Sockel ist mit im dunkelgrauen Farbton gehaltenen Gusseisen verkleidet. Markante Merkmale der aus rotem Ziegelstein und braunen Terrakotta bestehenden Fassade sind durchgehende Pfeiler, eine Dreiviertel-Rundsäule, eine Dachlinie mit Kreuzblumen und gebrochene Giebel sowie weitere Verzierungen. Die Terrakotta-Fassadenelemente wurden von der Boston Terra Cotta Co. hergestellt und aus Long Island bezogen.
Das Potter Building ersetzte ein 1882 niedergebranntes Gebäude, welches lange Zeit Teil des Hauptquartiers der Zeitung New York World war. Von 1979 bis 1981 wurde das bis dahin als Bürogebäude genutzte Potter Building in ein Wohnhaus umgebaut und beherbergt seitdem oberhalb des gewerblich genutzten Sockels 41 Apartments, die im Besitz einer Wohnungsgenossenschaft sind. Auf dem Dach befindet sich für die Bewohner eine teils begrünte Terrasse.
Das Gebäude wurde am 17. September 1996 von der Landmarks Preservation Commission unter Denkmalschutz gestellt.

## Ansichten

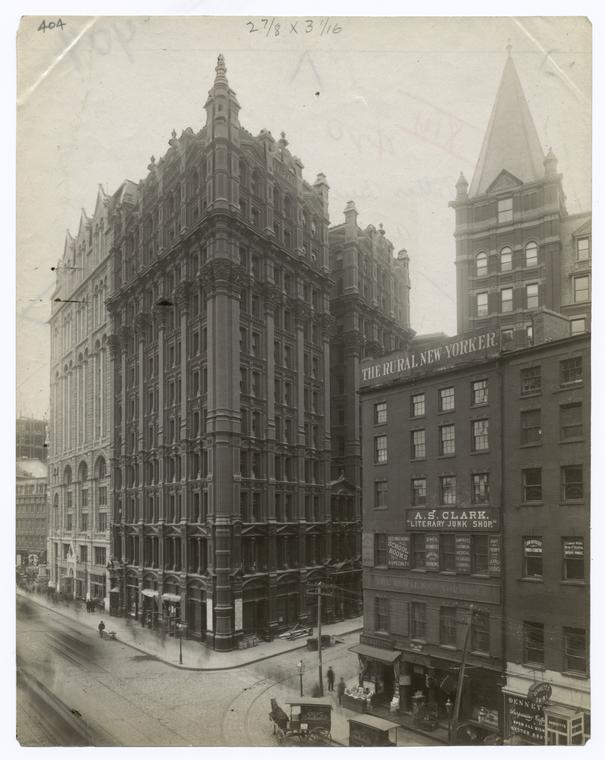
Historische Aufnahme von 1886
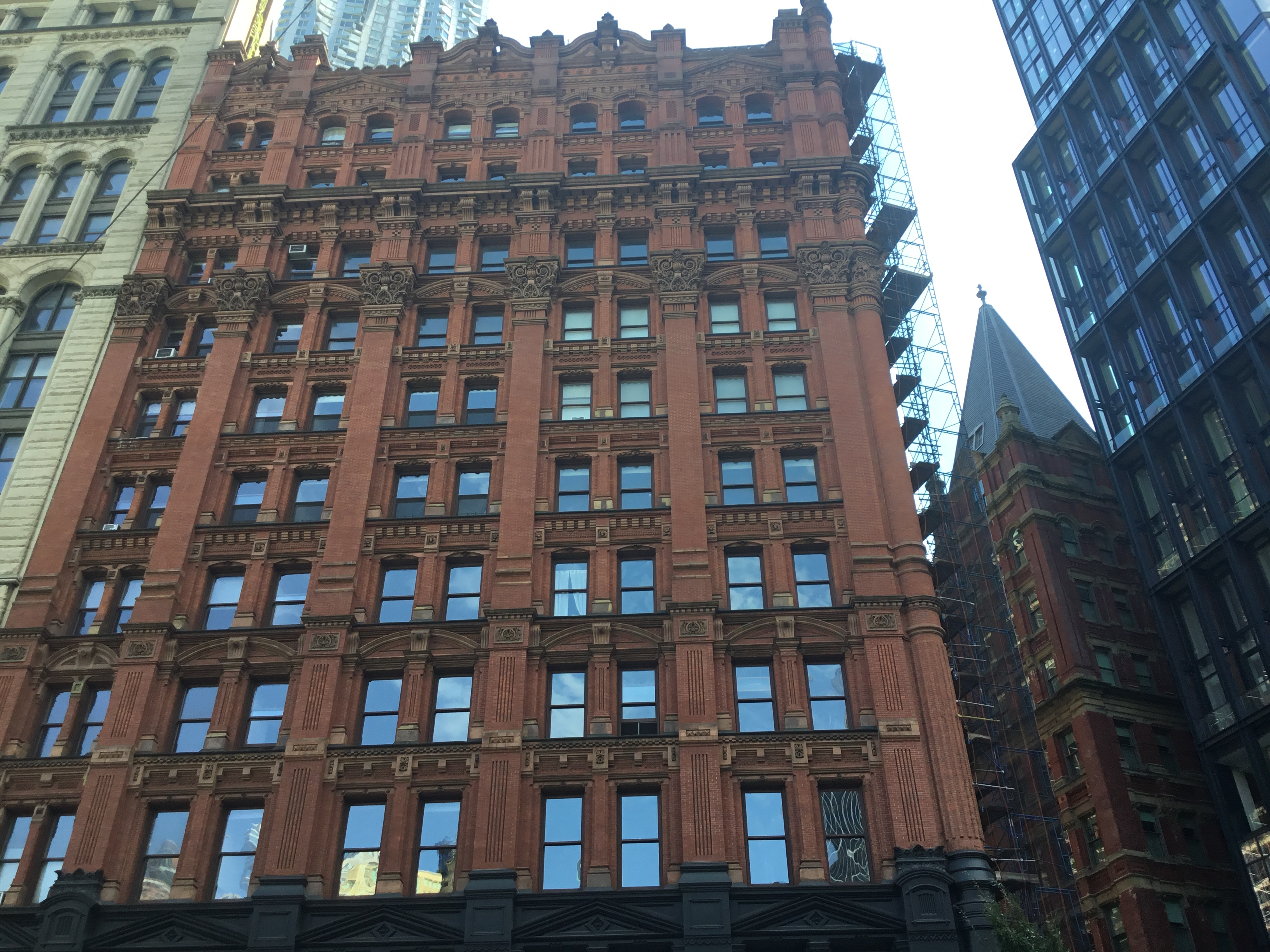
Blick auf die Fassade im September 2021
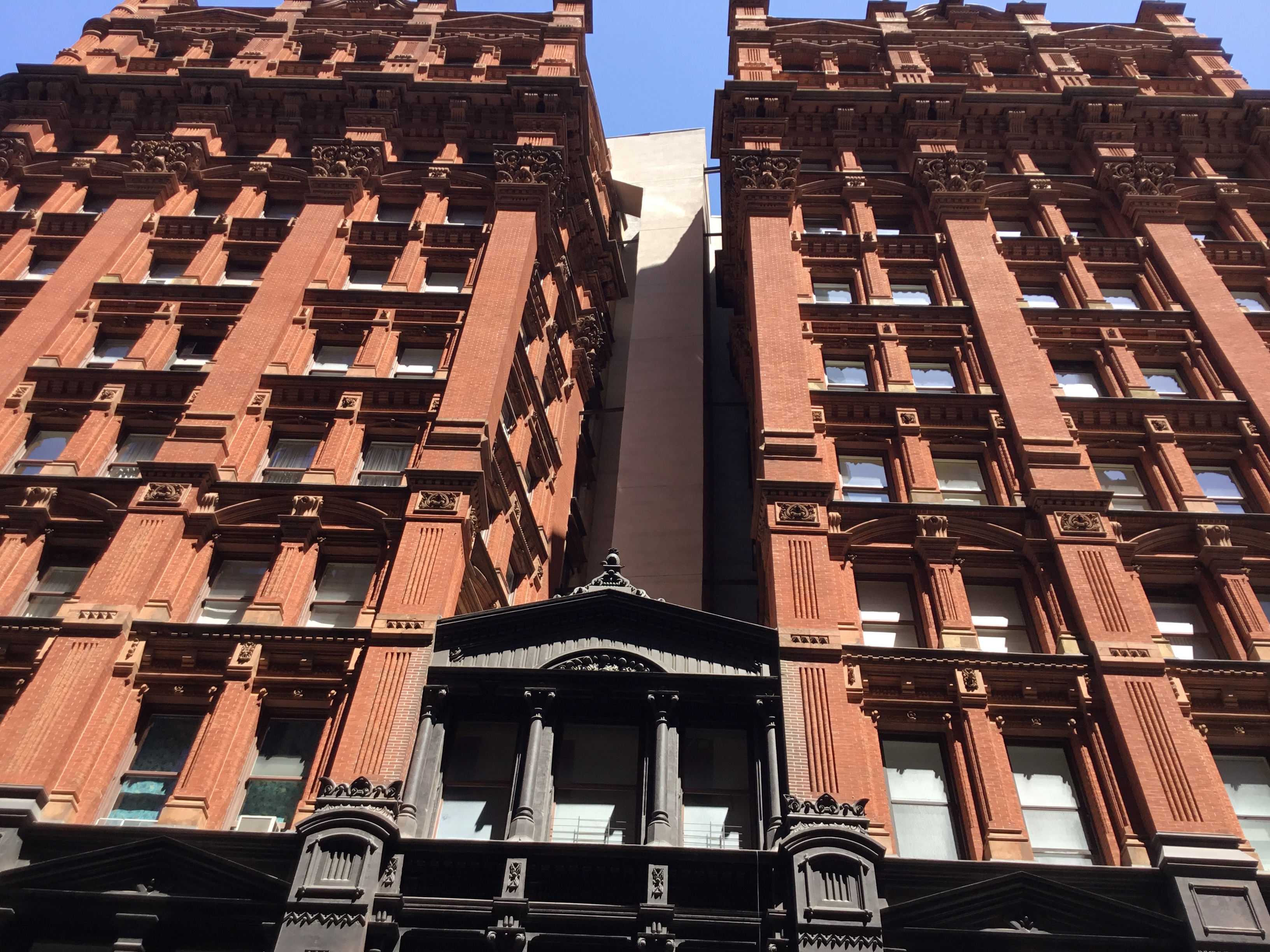
Die vom Innenhof unterbrochene Fassade in der Beekman Street
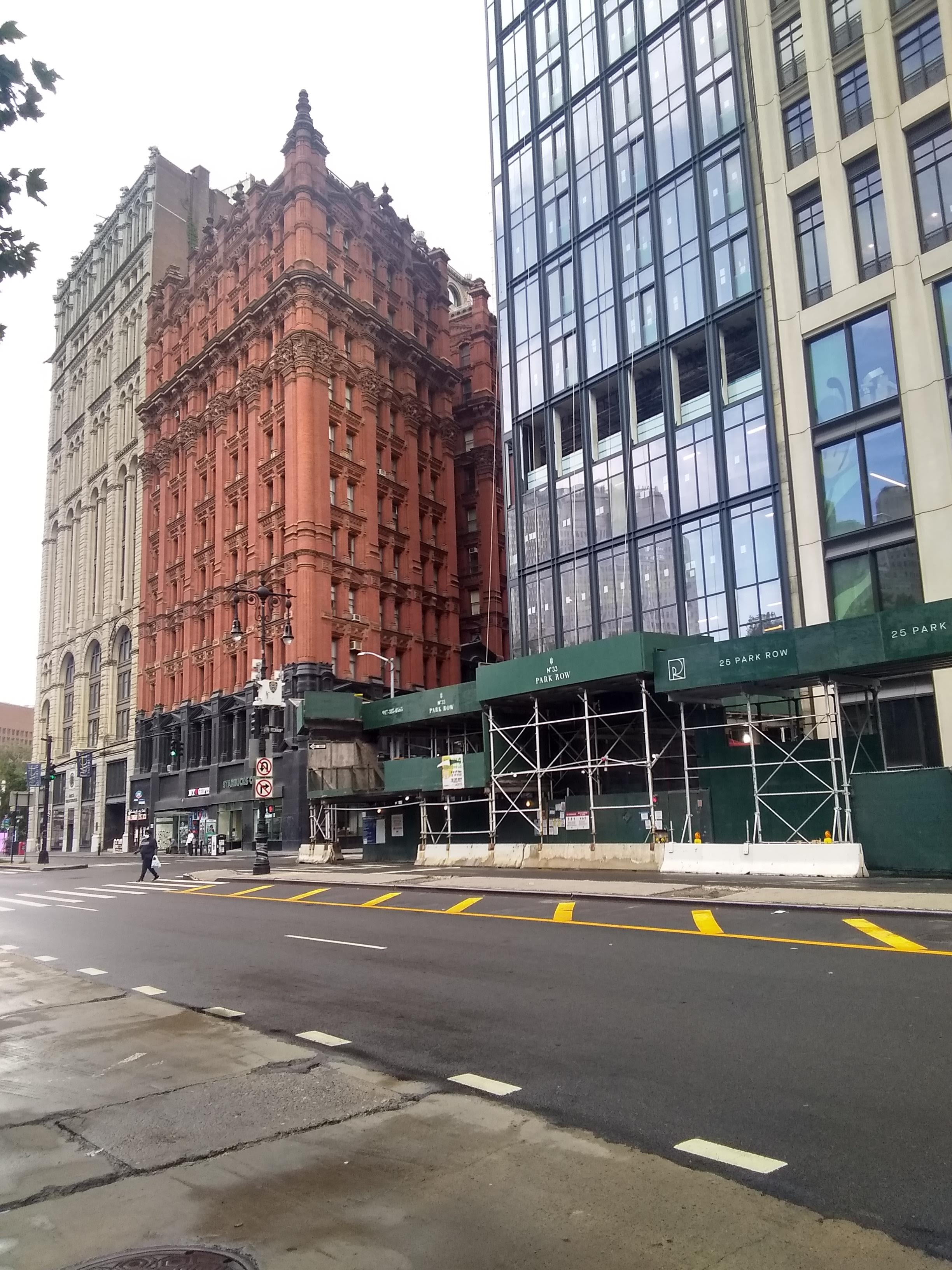
Das Potter Building mit seinen Nachbargebäuden (2020)